# Clare Torry
Clare Helen Torry är en brittisk gospelsångare, mest känd för den ordlösa sången i låten "Great Gig in the Sky" som gjordes av Pink Floyd år 1973 och är med på albumet The Dark Side of the Moon. Hon spelade också in Dolly Parton-låten "Love Is Like a Butterfly" som var signaturmelodi för BBC TV-serien Butterflies, som sändes mellan 1978 och 1983.

## Diskografi
Singlar (urval)
- 1967 – "The Music Attracts Me" / "It Takes One To Make The Other Cry"
- 1967 – "Unsure Feelings" / "The End Of A Lifetime"
- 1969 – "Love Tomorrow, Love Today" / "Love For Living"
- 1971 – "Saunders Ferry Lane" (Stereo) / "Saunders Ferry Lane" (Mono) (som "Clare")
- 1975 – "Walking In Lee Jeans" / "Mean Jeans" ("Claire Torry" & Sounds Aquarian)
- 1980 – "Nearly A Part Of Me" / "Believe In Me"
- 1981 – "Love Is Like A Butterfly" / "Adagio In G Minor"
- 1983 – "Un Momento" / "I Know What I Like Best" (som "Clare")

Samlingsalbum
- 2006 – Heaven In The Sky